# Percy Faith
Percy Faith (Toronto, 7 de abril de 1908 — Encino, 9 de fevereiro de 1976) foi um líder de banda, orquestrador e compositor canadense.
Suas mais famosas gravações foram Delicado (1952), Song from the Moulin Rouge (1953) e Theme from A Summer Place (1960).

## Discografia

### Álbuns
Percy Faith colocou 21 álbuns na parada de best-sellers da Billboard Hot 200 em 1972, tornando-o um dos artistas mais bem-sucedidos em vendas. Temas para jovens amantes de 1963 foi de longe seu maior sucesso, alcançando a posição # 32 na parada e seguido por três álbuns de sequências "para jovens amantes".
- Continental Music (1953)
- Delicado (1953)
- Music from "Kismet" (1954)
- Music from Hollywood (1954)
- Music of Christmas (1954)
- Music Until Midnight (1954)
- Percy Faith Plays Romantic Music (1954)
- Amour, Amor, Amore (1955)
- Girl Meets Boy (com Jerry Vale, Peggy King, e Felicia Sanders) (1955)
- Music for Her (1955)
- Wish Upon a Star (com Peggy King) (1955)
- It's So Peaceful in the Country (com Mitch Miller) (1956)
- The Most Happy Fella (1956)
- My Fair Lady (1956)
- Passport to Romance (1956)
- Swing Low in Hi-Fi (1956)
- Adventure in the Sun (1957)
- The Columbia Album of George Gershwin (1957)
- Li'l Abner (1957)
- Viva: The Music of Mexico (1957)
- The CBS Album of Victor Herbert (2 record set, 1958)
- Hallelujah! (1958)
- South Pacific (1958)
- Touchdown! (1958)
- North and South of the Border (1958)
- Bouquet (1959)
- Malagueña: Music of Cuba (1959)
- A Night with Sigmund Romberg (1959)
- Porgy and Bess (1959)
- Music of Christmas (re-recorded in stereo, 1959)
- Bon Voyage!: Continental Souvenirs (1960)
- Jealousy (1960)
- A Night with Jerome Kern (1960)
- Greatest Hits (1960)
- The Sound of Music (1960)
- Camelot (1961)
- Carefree (1961)
- Mucho Gusto! More Music of Mexico (1961)
- Subways Are for Sleeping (1961)
- Tara's Theme from Gone With The Wind (1961)
- This Fling Called Love (com Eileen Farrell) (1961)
- Bouquet of Love (1962)
- Exotic Strings (1962)
- Hollywood's Great Themes (1962)
- The Music of Brazil! (1962)
- American Serenade (1963)
- A Look at Monaco (1963)
- Shangri-La! (1963) #80 Hot 200
- Themes for Young Lovers (1963) #32 Hot 200
- Great Folk Themes (1964) #103 Hot 200
- The Love Goddesses (1964)
- More Themes for Young Lovers (1964) #110 Hot 200
- Broadway Bouquet (1965) #101 Hot 200
- Do I Hear a Waltz? (1965)
- Latin Themes for Young Lovers (1965)
- Bim! Bam!! Boom!!! (1966)
- Christmas Is... (1966)
- The Oscar (1966)
- Themes for the "In" Crowd (1966)
- Born Free and Other Great Movie Themes (1967) #152 Hot 200
- Today's Themes for Young Lovers (1967) #111 Hot 200
- Angel of the Morning (1968) #95 Hot 200
- For Those in Love (1968) #121 Hot 200
- I Concentrate On You (1968)
- Love Theme from "Romeo and Juliet" (1969) #134 Hot 200
- Those Were the Days (1969) #88 Hot 200
- Windmills of Your Mind (1969) #194 Hot 200
- The Beatles Album (1970) #179 Hot 200
- Held Over! Today's Great Movie Themes (1970) #196 Hot 200
- Leaving on a Jet Plane (1970) #88 Hot 200
- Younger Than Springtime (1970)
- Raindrops Keep Fallin' On My Head (1971)
- Black Magic Woman (1971) #184 Hot 200
- I Think I Love You (1971) #198 Hot 200
- Jesus Christ Superstar (1971) #186 Hot 200
- Day By Day (1972) #197 Hot 200
- Joy (1972) #176 Hot 200
- All-Time Greatest Hits (1972) #200 Hot 200
- Clair (1973)
- Corazon (1973)
- My Love (1973)
- The Entertainer (1974)
- Chinatown Featuring the Entertainer (1974)
- Clair (1974)
- Country Bouquet (1974)
- The Great Concert (1974)
- New Thing (1974)
- Disco Party (1975)
- Viva!/Mucho Gusto! (1975)
- Summer Place '76 (1976)

### Singles
Faith produziu os seguintes singles:
- I Cross My Fingers, 1950
- All My Love, 1950
- Christmas in Killarney, 1950
- On Top of Old Smokey, 1951
- When the Saints Go Marching In, 1951
- I Want to Be Near You, 1951
- Delicado, 1952
- Swedish Rhapsody (Midsummer Vigil), 1953
- Moulin Rouge Theme, 1953
- Return to Paradise, 1953)
- Many Times, 1953
- Dream, Dream, Dream, 1954
- The Bandit, 1954
- Valley Valparaiso, 1956
- We All Need Love, 1956
- With a Little Bit of Luck, 1956
- Till, 1957
- Theme from A Summer Place, 1960
- Theme for Young Lovers, 1960
- Sons and Lovers, 1963
- Theme from "The Dark at the Top of the Stairs", 1960
- The Sound of Surf, 1963
- Yellow Days, 1967
- Can't Take My Eyes Off You, 1967
- For Those in Love, 1968
- Zorba, 1969
- Theme from A Summer Place (instrumental), 1969
- The April Fools, 1969
- Airport Love Theme, 1970
- Everything's All Right, 1971
- Theme from Summer of '42, 1971
- Bach's Lunch, 1972)
- Crunchy Granola Suite, 1973
- Hill Where the Lord Hides, 1974
- Theme from "Chinatown", 1974
- Summer Place '76, 1976